# Fresta församling
Fresta församling är en församling i Sollentuna kontrakt i Stockholms stift. Församlingen ligger i Upplands Väsby kommun i Stockholms län. Fresta kyrka, som har delar från 1200-talet, är församlingskyrka. År 2017 invigdes Klippkyrkan, en friluftskyrka eller andaktsplats under bar himmel framför nåra klippblock. Den ligger vid Norrvikens nordostra strand och är station 6 på församlingens pilgrimsled Birgittavandringen. Här hålls ett par gudstjändter varje år och den går att använda för till exempel vigsel.

## Administrativ historik
Församlingen har medeltida ursprung och utgör ett eget pastorat.
Församlingen bildade till 1982 gemensamt pastorat med Hammarby församling som annexförsamling under medeltiden och mellan 1962 och 1982 och moderförsamling däremellan. Från 1982 utgör församlingen ett enförsamlingspastorat.